# Vladimir Prokhorov
Pour les articles homonymes, voir Prokhorov.
Vladimir Sergueïevitch Prokhorov (en russe : Владимир Сергеевич Прохоров), né le 25 mai 1984 à Tchoussovoï (krai de Perm), est un lugeur russe.

## Carrière
Il commence sa carrière en équipe nationale associé en double avec Ivan Neverzhitisk. La meilleure saison du duo est 2011-2012, terminant septième aux Mondiaux et huitième de la Coupe du monde. Leur partenariat s'achève à l'issue de la saison 2013-2014. Le 29 novembre 2014, à Igls, lors de sa première sortie avec son nouveau partenaire Vladislav Yuzhakov, il monte sur son premier podium en carrière.

## Palmarès
- Championnats du monde
  - Altenberg 2012 : septième en double

- Coupe du monde
  - Meilleur classement général : 8e en 2012.
  - 1 podium en double.

- Championnats du monde junior
  - Médaille de bronze du double en 2003